# Musca turbida
Musca turbida este o specie de muște din genul Musca, familia Muscidae. A fost descrisă pentru prima dată de Christian Rudolph Wilhelm Wiedemann în anul 1830. Conform Catalogue of Life specia Musca turbida nu are subspecii cunoscute.